# Two Zero One Seven
Two Zero One Seven (с англ. — «Два Ноль Один Семь») —
микстейп американского рэпера Chief Keef. Он был выпущен 1 января 2017 года на лейблах Entertainment One Music и RBC Records. Продюсерами альбома выступили Лекс Люгер, Young Chop и Leek-e-Leek. Это первый проект Chief после Finally Rollin 2, который был выпущен в ноябре 2015 года.

## Список композиций
Адаптировано под Genius.
| №                   | Название                           | Продюсер(ы)                      | Длительность |
| ------------------- | ---------------------------------- | -------------------------------- | ------------ |
| 1.                  | «So Tree»                          | Лекс Люгер                       | 3:36         |
| 2.                  | «Fix That»                         | Chief Keef                       | 3:46         |
| 3.                  | «Empty»                            | Chief Keef                       | 3:13         |
| 4.                  | «Reefah»                           | Lex Luger                        | 3:01         |
| 5.                  | «Falling on the Floor»             | Chief Keef                       | 3:15         |
| 6.                  | «Short» (при участии Tadoe)        | Lex Luger                        | 3:05         |
| 7.                  | «Knock It Off»                     | Chief Keef                       | 4:18         |
| 8.                  | «Hit the Lotto» (при участии Kash) | Young Chop                       | 3:58         |
| 9.                  | «Check»                            | Chief Keef                       | 4:03         |
| 10.                 | «Dope Smokes»                      | Chief Keef                       | 3:43         |
| 11.                 | «Control» (при участии Tadoe)      | Лекс Люгер                       | 2:45         |
| 12.                 | «Trying Not to Swear»              | Chief Keef                       | 3:26         |
| 13.                 | «Go»                               | Chief Keef                       | 4:22         |
| 14.                 | «Telling It All»                   | Chief Keef                       | 3:16         |
| 15.                 | «Stand Down» (при участии Tadoe)   | Chief Keef                       | 3:18         |
| 16.                 | «Running Late»                     | Chief Keef                       | 3:31         |
| 17.                 | «Anything Gets You Paid»           | Leek-e-Leek Josue Beatz J Diesel | 1:30         |
| Общая длительность: | Общая длительность:                | Общая длительность:              | 58:06        |

| №   | Название    | Продюсеры             | Длительность |
| --- | ----------- | --------------------- | ------------ |
| 18. | «Moonboots» | Young Chop Chief Keef | 3:30         |

## Отзывы
| Оценки критиков | Оценки критиков |
| Источник        | Оценка          |
| --------------- | --------------- |
| Pitchfork Media | 7.3/10          |
| HotNewHipHop    | 8.0/10          |
| Rate Your Music | [ 6 ]           |

Two Zero One Seven получил смешанные оценки.
В Pitchfork благоприятно приняли альбом, сказав: «Chief Keef удачно объединился с Лексом Люгером для своего дерзкого нового 17-песенного микстейпа, который звучит странно и экспансивно. Он вновь вводит многие из самых неотразимых причуд Chief Keef».
HotNewHipHop положительно оценили альбом, отметив, что: «при 17 треках и большом хронометраже Two Zero One Seven к концу микстейпа несколько отвлекается от блеска её самых ошеломляющих треков».